# Obwód kałuski

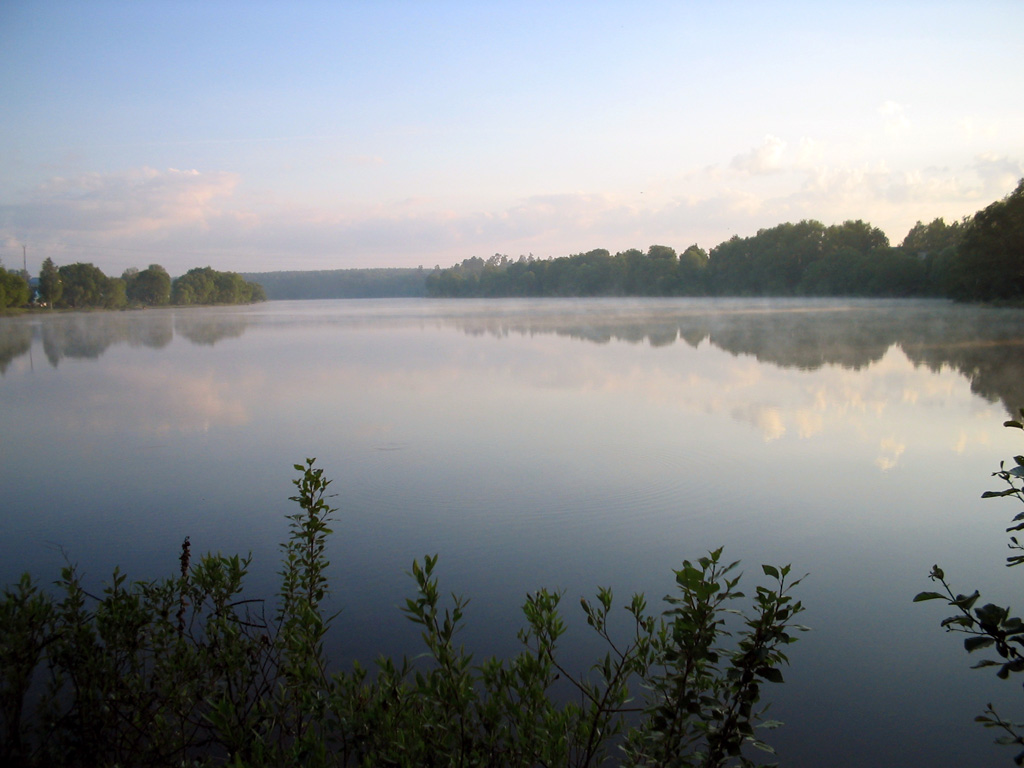
Jedna z rzek obwodu

Obwód kałuski (ros. Калужская область) – jednostka administracyjna Federacji Rosyjskiej.

## Geografia

### Położenie i powierzchnia
Obwód kałuski leży na zachodzie europejskiej części Rosji i zajmuje obszar 29 900 km², co stanowi niespełna 0,18% powierzchni całej Federacji Rosyjskiej. Z północy na południe region rozciąga się na długości 220 km, a ze wschodu na zachód – także na długości 220 km.
Obwód graniczy z:
- miastem Moskwą
- obwodem moskiewskim
- obwodem tulskim
- obwodem briańskim
- obwodem smoleńskim
- obwodem orłowskim

#### Przynależność administracyjna
Pod względem administracyjnym obwód kałuski wchodzi w skład utworzonego w 2000 Centralnego Okręgu Federalnego.

#### Strefa czasowa
Obwód należy do moskiewskiej strefy czasowej (MSK). UTC +4:00 przez cały rok. Wcześniej, przed 27 marca 2011 roku, obowiązywał czas standardowy (zimowy) strefy UTC+3:00, a czas letni – UTC+4:00.

### Rzeźba terenu i geologia
Region leży na terenie Niziny Wschodnioeuropejskiej, a ściślej – na obszarze wchodzącej w skład tej niziny niewysokiej Wyżyny Środkoworosyjskiej. Z tego powodu przeważająca część obwodu leży na terenie pagórkowatej równiny, poprzecinanej dolinami rzecznymi i wąwozami oraz wałami.

### Hydrologia

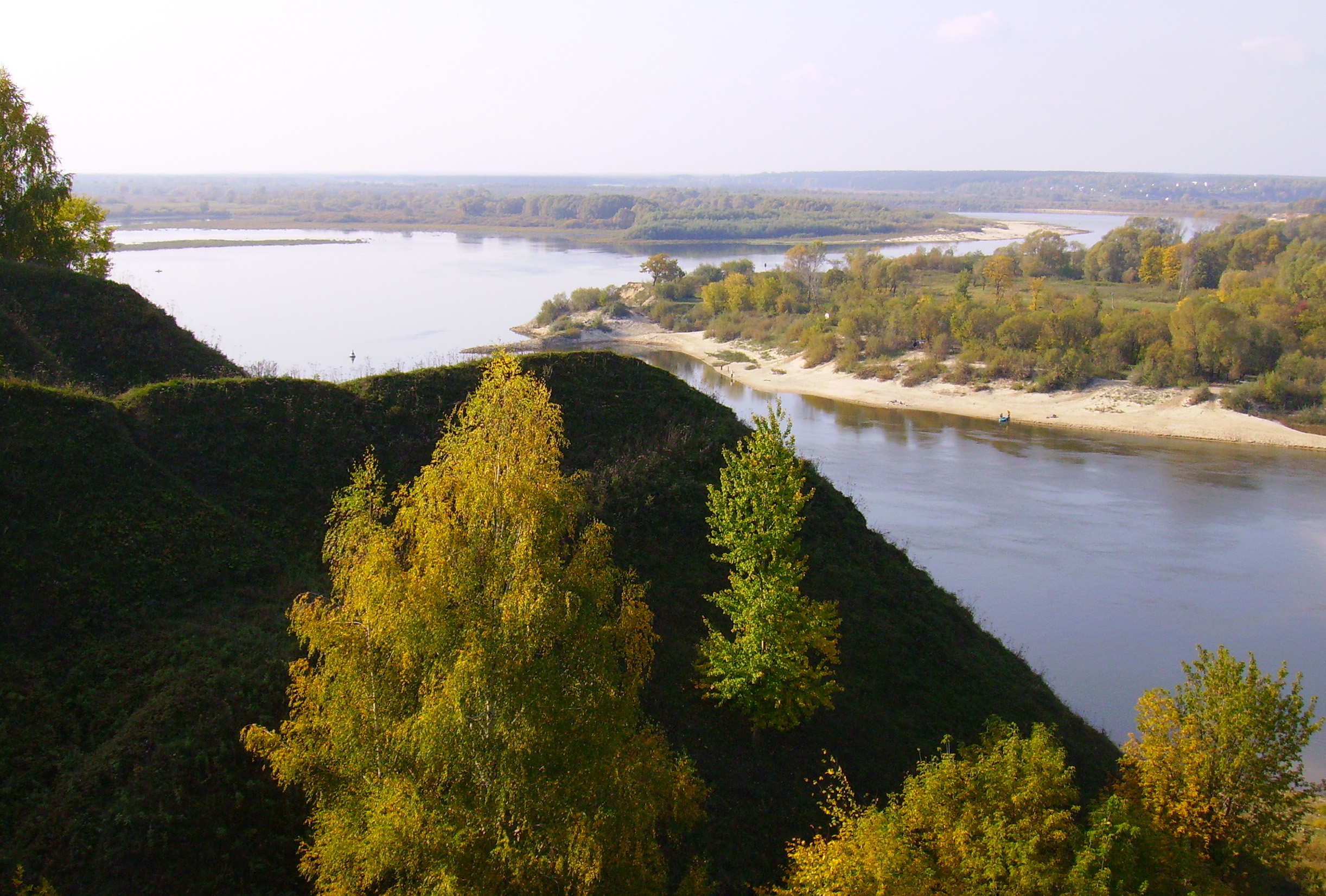
Oka – główna rzeka regionu

Największą rzeką regionu jest Oka; do jej dorzecza należy znaczna większość pozostałych cieków wodnych obwodu, m.in. Ugra – druga co do wielkości rzeka regionu.

### Klimat
Na terenie obwodu kałuskiego panuje klimat umiarkowany typu kontynentalnego, charakteryzujący się umiarkowanie chłodną zimą i zwykle ciepłym, wilgotnym latem. Cechą lokalnego klimatu są występujące do późnej wiosny przymrozki oraz naprzemienne występowanie upalnych oraz chłodnych lat. Najchłodniejszą częścią obwodu są jego północne i północno-wschodnie rejony. Średnioroczna temperatura powietrza w regionie waha się od 3,5–4 °C na północy i północnym wschodzie do 4–4,6 °C na południu. Najzimniejszym miesiącem jest styczeń, kiedy to przeciętna temperatura wynosi –9 °C, a najcieplejszym – lipiec, z temperaturą +18 °C. Długość okresu ze średniodobowymi dodatnimi temperaturami to ok. 215–220 dni; długość okresu bez przymrozków – 113–127 dni.
W regionie rocznie spada od 690 do 826 mm opadów. Najwięcej pada na północy i zachodzie obwodu (w zależności od rejonu – od 780 do 826 mm), a najmniej (690 do 760 mm) – na południu. Większość opadów przypada na półrocze ciepłe, zaś maksimum występuje w lipcu.

### Roślinność
Obwód kałuski leży na terenach strefy lasów liściastych i mieszanych, które zajmują dużą część powierzchni regionu. Na północy i zachodzie obwodu dominującą formacją roślinną są lasy mieszane ze znacznym udziałem gatunków iglastych, głównie świerków i sosen oraz przymieszkami brzóz i osik. Bardziej na południe rosną lasy liściaste, w których przeważają dęby, lipy, klony i wiązy. W pobliżu rzek i obszary podmokłe porasta typowa dla tego rodzaju ekosystemów roślinność, wśród których są m.in. osiki.

### Świat zwierzęcy
Na terenie obwodu żyją m.in. wilki, łosie, lisy, dziki, wydry, tchórze, zające, wiewiórki, susły itd.
Z ptaków spotkać można np. gawrony, skowronki, jaskółki, jerzyki, wróblowate, dzikie kaczki i gęsi, a z ryb m.in. płotki, okonie, leszcze, szczupaki i miętus pospolityy.

## Ludność
Obwód kałuski zamieszkuje 1014,2 tys. osób (2006). Liczba ta systematycznie spada w wyniku niskiego przyrostu naturalnego i ujemnego salda migracji; jeszcze 2002 żyło tutaj 1 041 641 osób.
Średnia gęstość zaludnienia w regionie to obecnie 34,2 os./km² (w 2002 – 34,8 os./km²). Ludność miejska stanowi 74,9% populacji (2006). Około 1/3 wszystkich mieszkańców obwodu zamieszkuje w jego stolicy – Kałudze.

### Wyznania
Zdecydowana większość ludności wyznaje prawosławie. Po okresie ateizacji w czasach ZSRR pozostała duża liczba niewierzących. Z nielicznych mniejszości wyznaniowych żyje tutaj niewielka mniejszość muzułmańska (kilka tysięcy osób), a także małe grupki protestantów oraz Świadków Jehowy.

### Narodowości
Zdecydowaną większość populacji (ok. 97%) stanowią Rosjanie. Na terenie obwodu żyją ponadto niezbyt liczne grupy przedstawicieli ponad 100 innych narodowości, spośród których najliczniejsi są:
| Narodowość  | Liczebność (w tys.) |
| ----------- | ------------------- |
| Rosjanie    | 973,6               |
| Ukraińcy    | 23,2                |
| Ormianie    | 7,1                 |
| Białorusini | 6,6                 |
| Tatarzy     | 4,3                 |
| Cyganie     | 3,2                 |
| Azerowie    | 3,2                 |
| Niemcy      | 1,5                 |
| Mołdawianie | 1,4                 |
| Mordwini    | 1,4                 |
| Czuwasze    | 1,1                 |
| Gruzini     | 1,1                 |

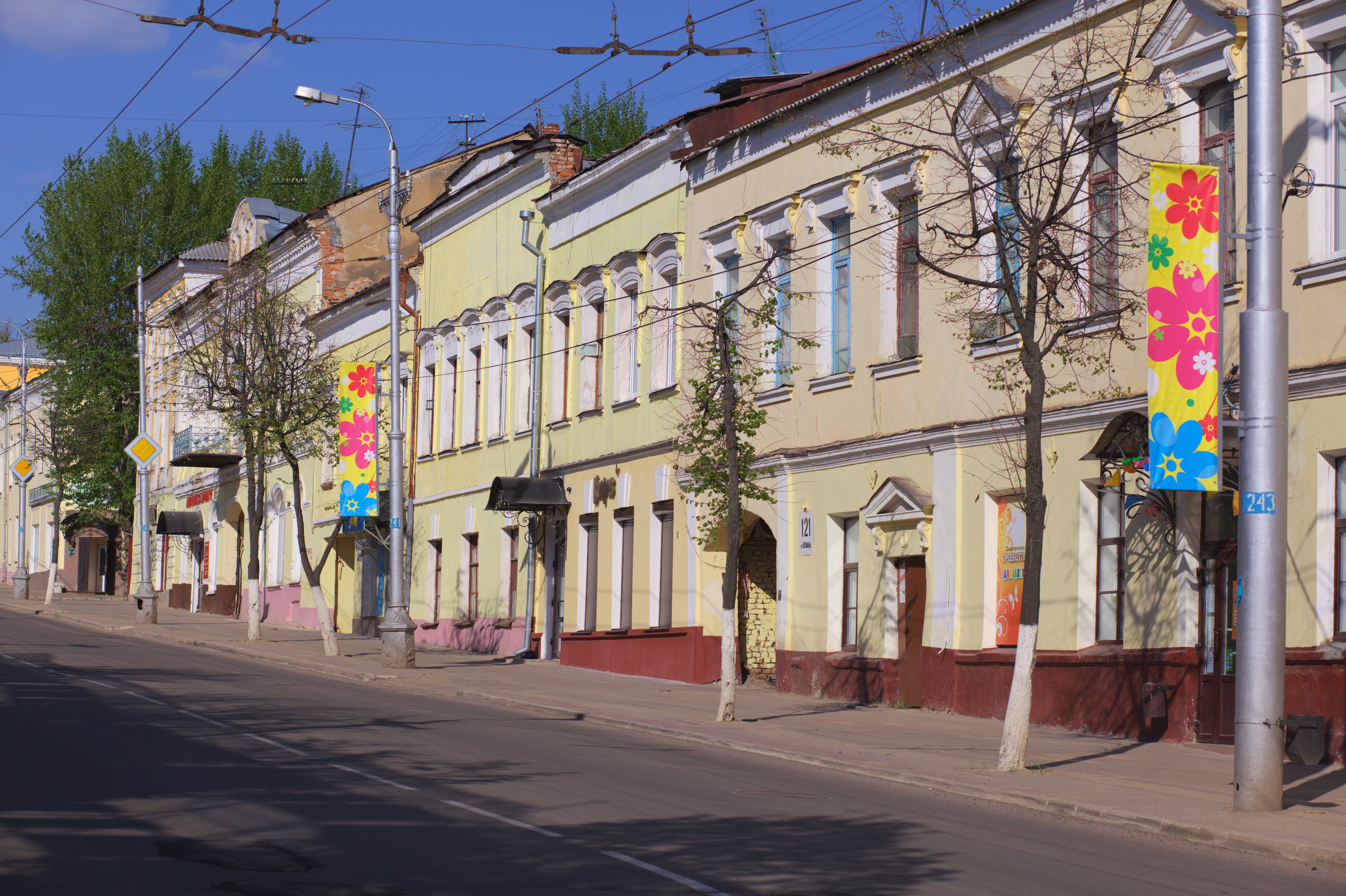
Kaługa jest stolicą i największym miastem obwodu

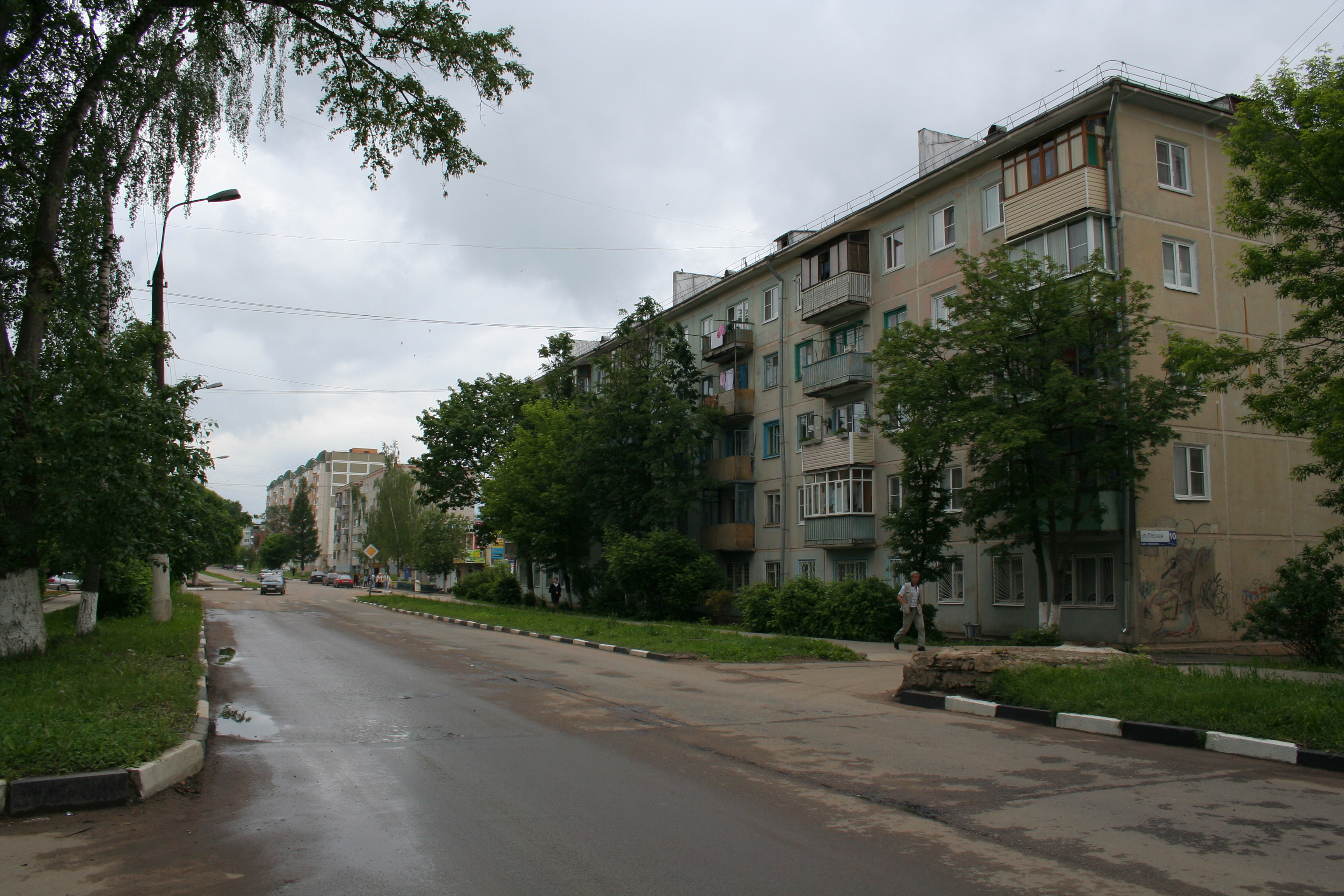
Bałabanowo jest jednym z najmłodszych miast obwodu po otrzymaniu praw miejskich w 1972

Wymieniono tylko grupy liczące powyżej tysiąca osób

## Miasta i osiedla typu miejskiego

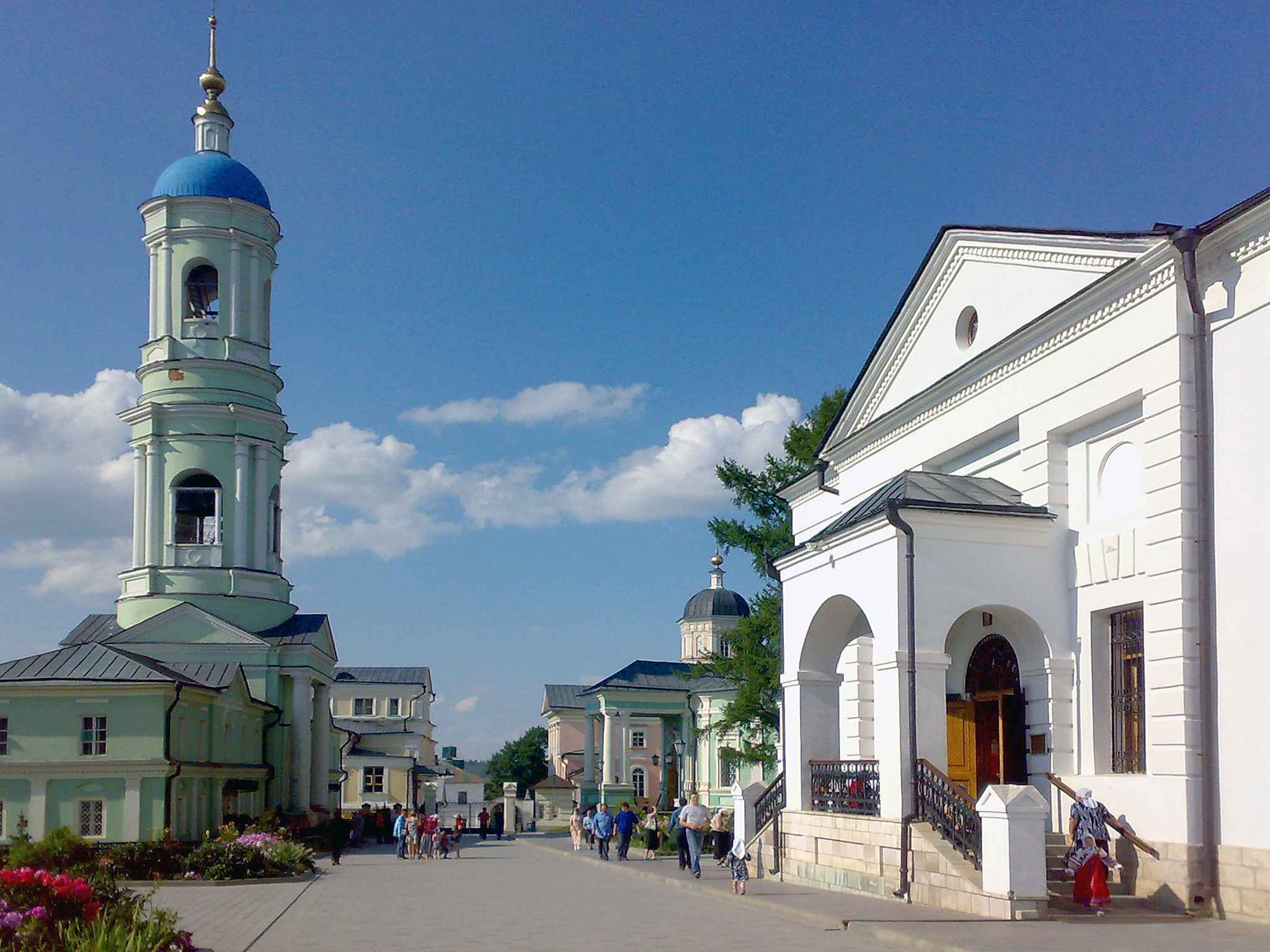
W Kozielsku, w późnym średniowieczu części Litwy, Sowieci więzili polskich oficerów zamordowanych następnie w Katyniu

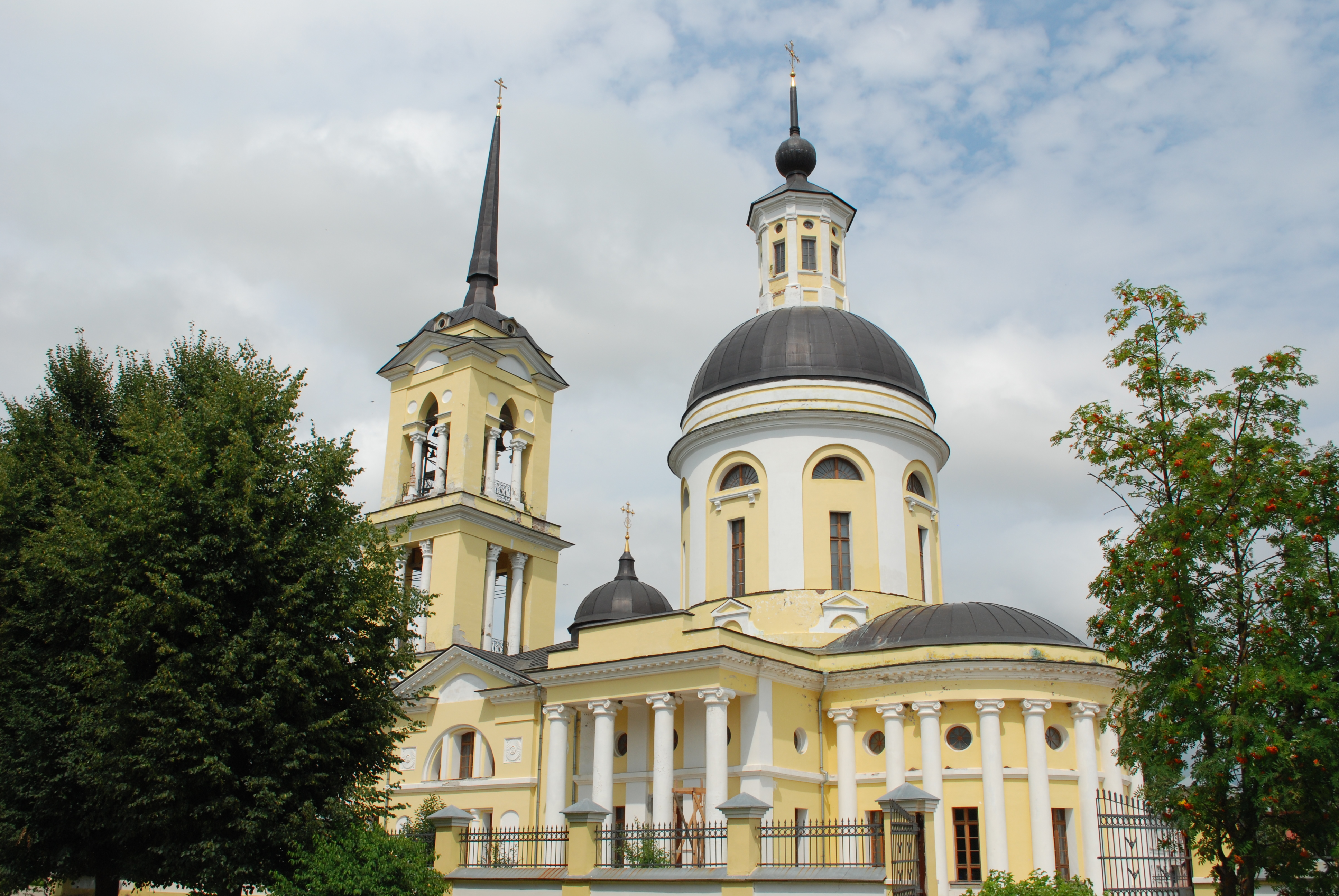
Masalsk, niegdyś część Litwy, to gniazdo rodowe polskiego rodu magnackiego Massalskich

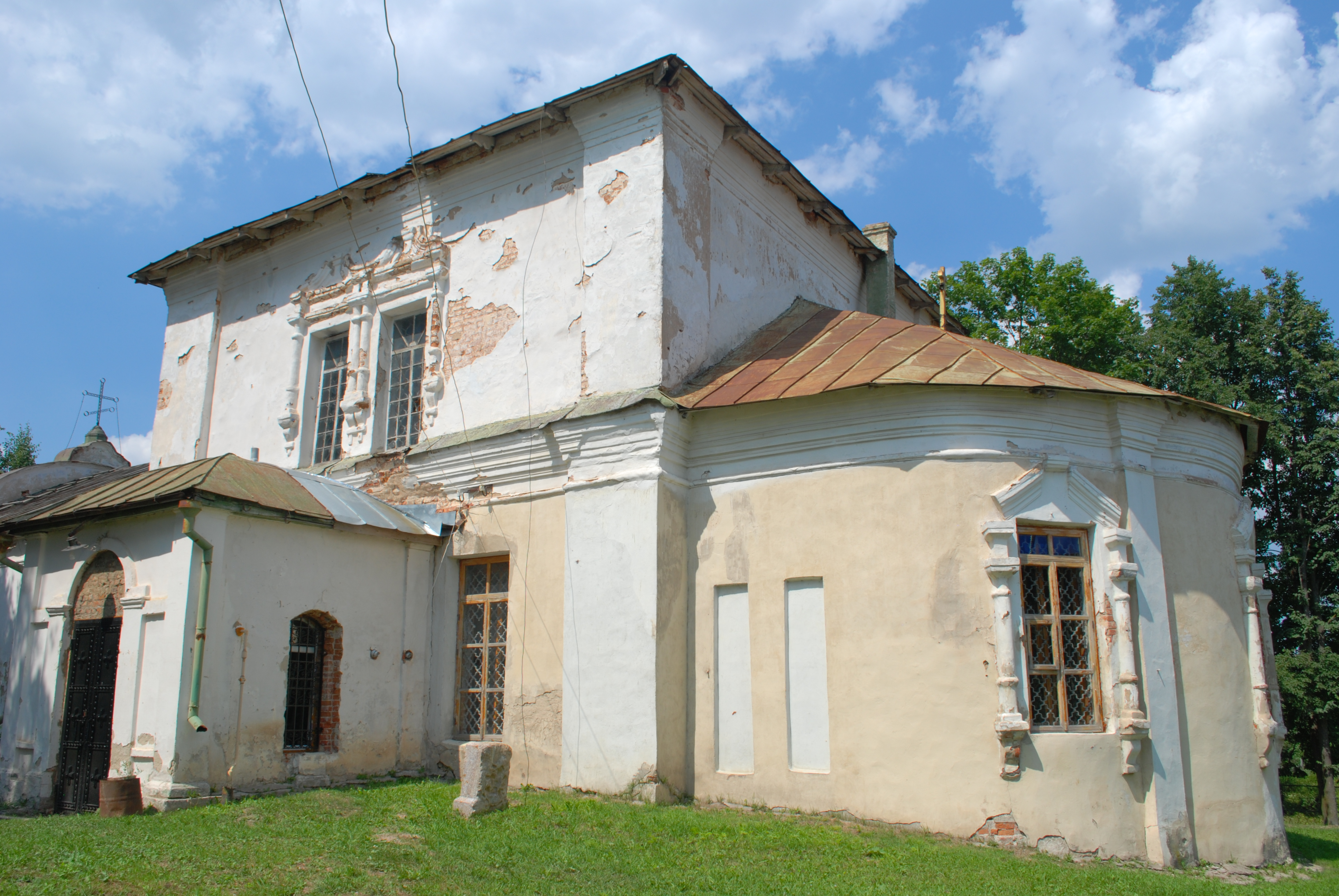
Mieszczowsk w przeszłości leżał w granicach Litwy

Największe miasta i osiedla typu miejskiego (stan na 1 stycznia 2006):
(wymieniono tylko miejscowości liczące powyżej 5 tys. mieszkańców)
| Nazwa               | Nazwa rosyjska   | Liczba mieszkańców |
| ------------------- | ---------------- | ------------------ |
| Kaługa              | Калуга           | 329 064            |
| Obninsk             | Обнинск          | 105 353            |
| Ludinowo            | Людиново         | 41 388             |
| Kirow               | Киров            | 38 888             |
| Małojarosławiec     | Малоярославец    | 31 249             |
| Bałabanowo          | Балабаново       | 23 144             |
| Kozielsk            | Козельск         | 19 269             |
| Kondrowo            | Кондрово         | 16 881             |
| Suchiniczi          | Сухиничи         | 15 989             |
| Towarkowo1)         | Товарково        | 14 511             |
| Żukow               | Жуков            | 12 312             |
| Sosienski           | Сосенский        | 12 289             |
| Kriemionki1)        | Кременки         | 12 163             |
| Borowsk             | Боровск          | 11 747             |
| Jermolino1)         | Ермолино         | 9769               |
| Tarusa              | Таруса           | 9664               |
| Bełousowo1)         | Белоусово        | 8529               |
| Miedyń              | Медынь           | 7761               |
| Duminiczy1)         | Думиничи         | 7648               |
| Juchnow             | Юхнов            | 7278               |
| Żyzdra              | Жиздра           | 58002)             |
| Połotnianyj Zawod1) | Полотняный Завод | 56002)             |
| Spas-Diemieńsk      | Спас-Деменск     | 51002)             |

1) Osiedle typu miejskiego
2) liczba zaokrąglona; stan na 1 stycznia 2007

## Władza i administracja

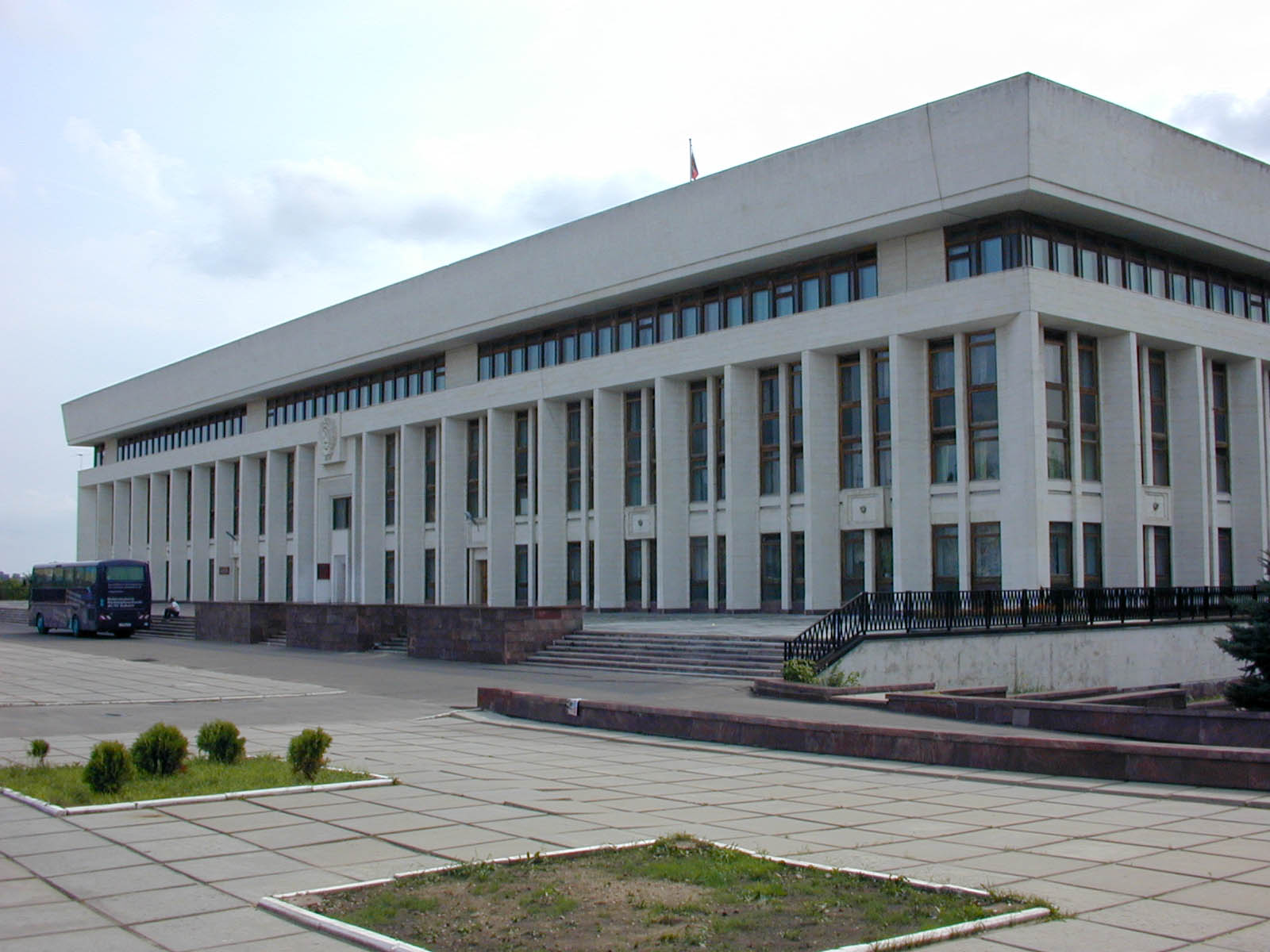
Budynek administracyjny w Kałudze

Obwód kałuski, podobnie jak inne podmioty Federacji Rosyjskiej posiada dość szeroki zakres autonomii w sprawach lokalnych.
Władzę prawodawczą w regionie sprawuje lokalny parlament. Składa się on z 40 posłów, spośród których 20 wybieranych jest w systemie większościowym z jednomandatowych okręgów, a 20 – w systemie proporcjonalnym, z jednego okręgu wyborczego złożonego z całego obwodu. Po ostatnich wyborach, które odbyły się 14 listopada 2004 bezwzględną większość głosów w parlamencie (22 na 40) ma partia Jedna Rosja.
Naczelnym organem władzy wykonawczej oraz funkcję głowy obwodu sprawuje gubernator, który stoi także na czele lokalnego rządu. Obecnie funkcję gubernatora sprawuje Anatolij Artamonow.

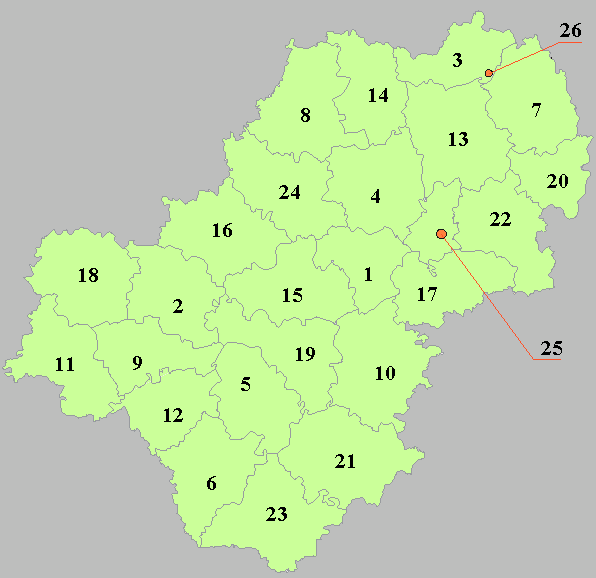
Podział administracyjny obwodu kałuskiego

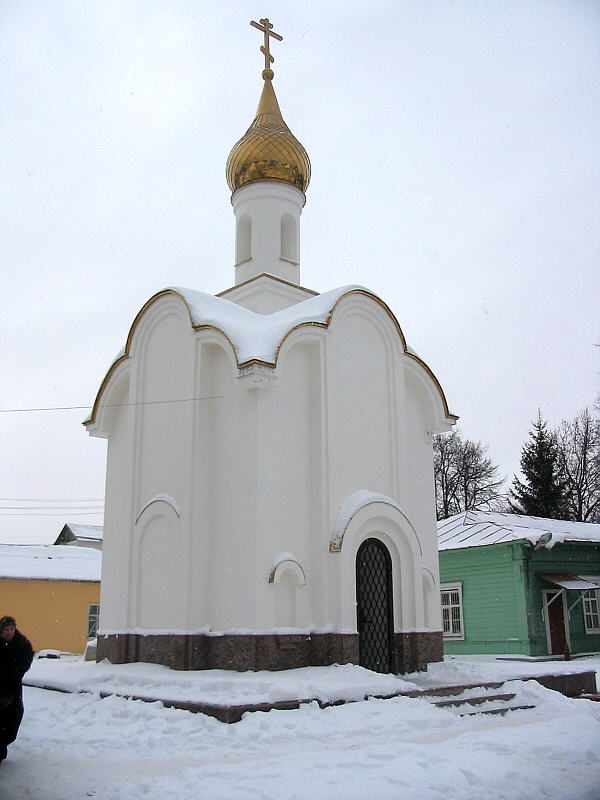
Kapliczka w Borowsku

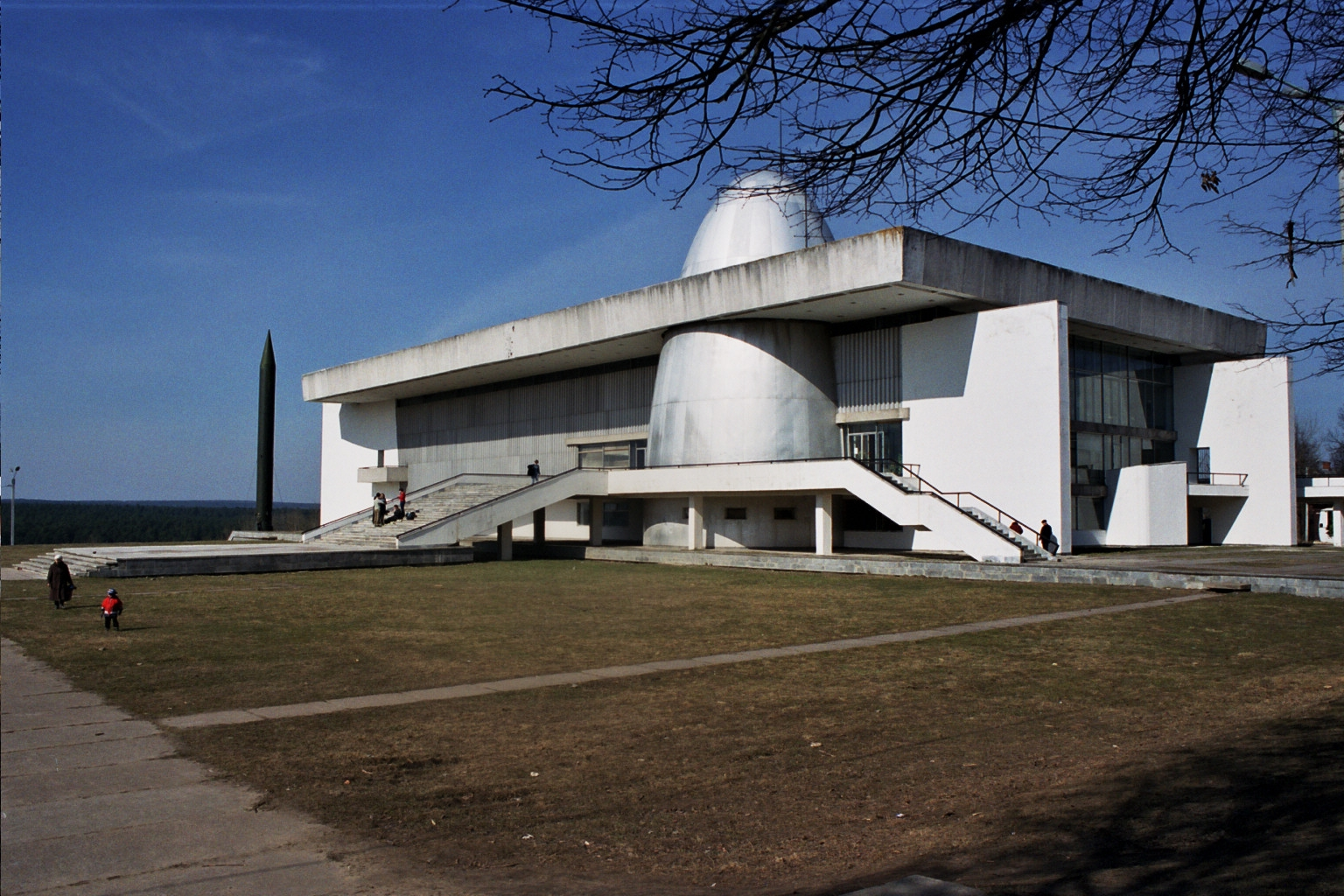
Muzeum kosmiczne w Kałudze

## Podział administracyjny
Obwód kałuski dzieli się na 24 rejony. 2 największe miasta regionu nie wchodzą w skład tego podziału i stanowią wydzielone okręgi miejskie.
Rejony municypalne dzielą się na mniejsze jednostki administracyjne – osiedla (ros. поселения – czyt. posielienia) wiejskie i miejskie. Osiedla miejskie obejmują miasto (niekiedy też niewielkie podmiejskie wioski), zaś osiedla wiejskie składają się z jednej lub kilku wsi. W ramach 24 rejonów istnieją w sumie 293 osiedla, w tym 31 osiedli miejskich i 262 wiejskie.

### Rejony municypalne
1. Babyniński (ros. Бабынинский район)
2. Bariatiński (ros. Барятинский район)
3. Borowski (ros. Боровский район)
4. Dzierżyński (ros. Дзержинский район)
5. Duminicki (ros. Думиничский район)
6. Żyzdriński (ros. Жиздринский район)
7. Żukowski (ros. Жуковский район)
8. Iznoskowski (ros. Износковский район)
9. Kirowski (ros. Кировский район)
10. Kozielski (ros. Козельский район)
11. Kujbyszewski (ros. Куйбышевский район)
12. Ludinowski (ros. Людиновский район)
13. Małojarosławiecki (ros. Малоярославецкий район)
14. Miedyński (ros. Медынский район)
15. Mieszczowski (ros. Мещовский район)
16. Mosalski (ros. Мосальский район)
17. Pieriemyszlski (ros. Перемышльский район)
18. Spas-Diemieński (ros. Спас-Деменский район)
19. Suchinicki (ros. Сухиничский район)
20. Tarusski (ros. Тарусский район)
21. Ulianowski (ros. Ульяновский район)
22. Fierzikowski (ros. Ферзиковский район)
23. Chwastowicki (ros. Хвастовичский район)
24. Juchnowski (ros. Юхновский район)

### Okręgi miejskie
25. Kaługa (ros. Калуга)
26. Obnińsk (ros. Обнинск)

## Gospodarka

### Przemysł

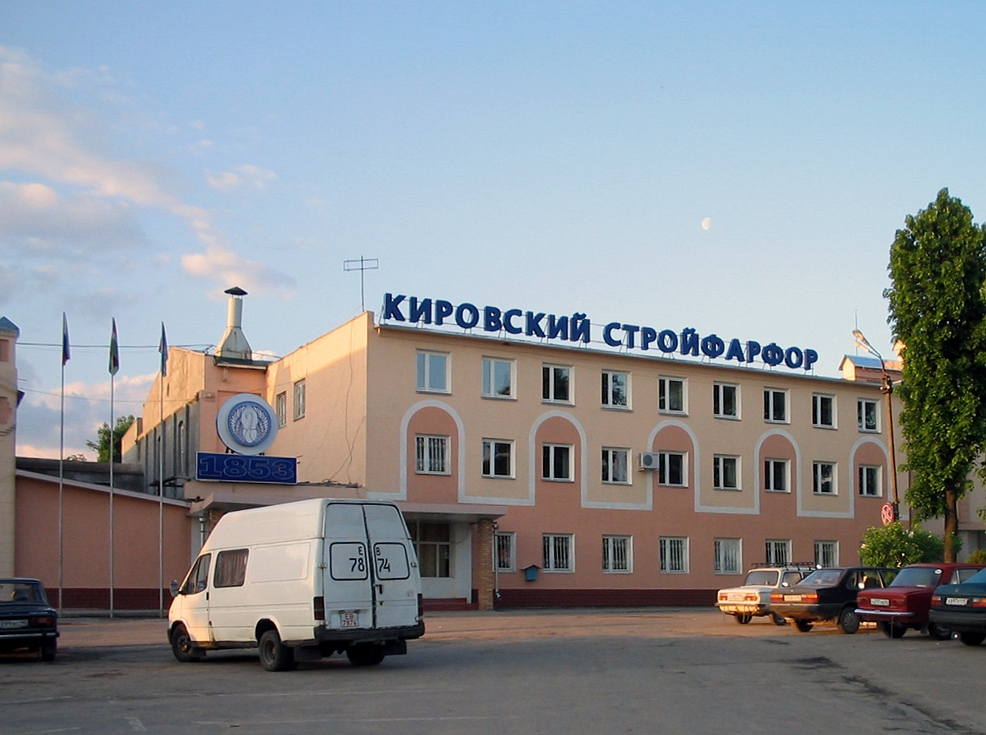
Fabryka w Kirowie

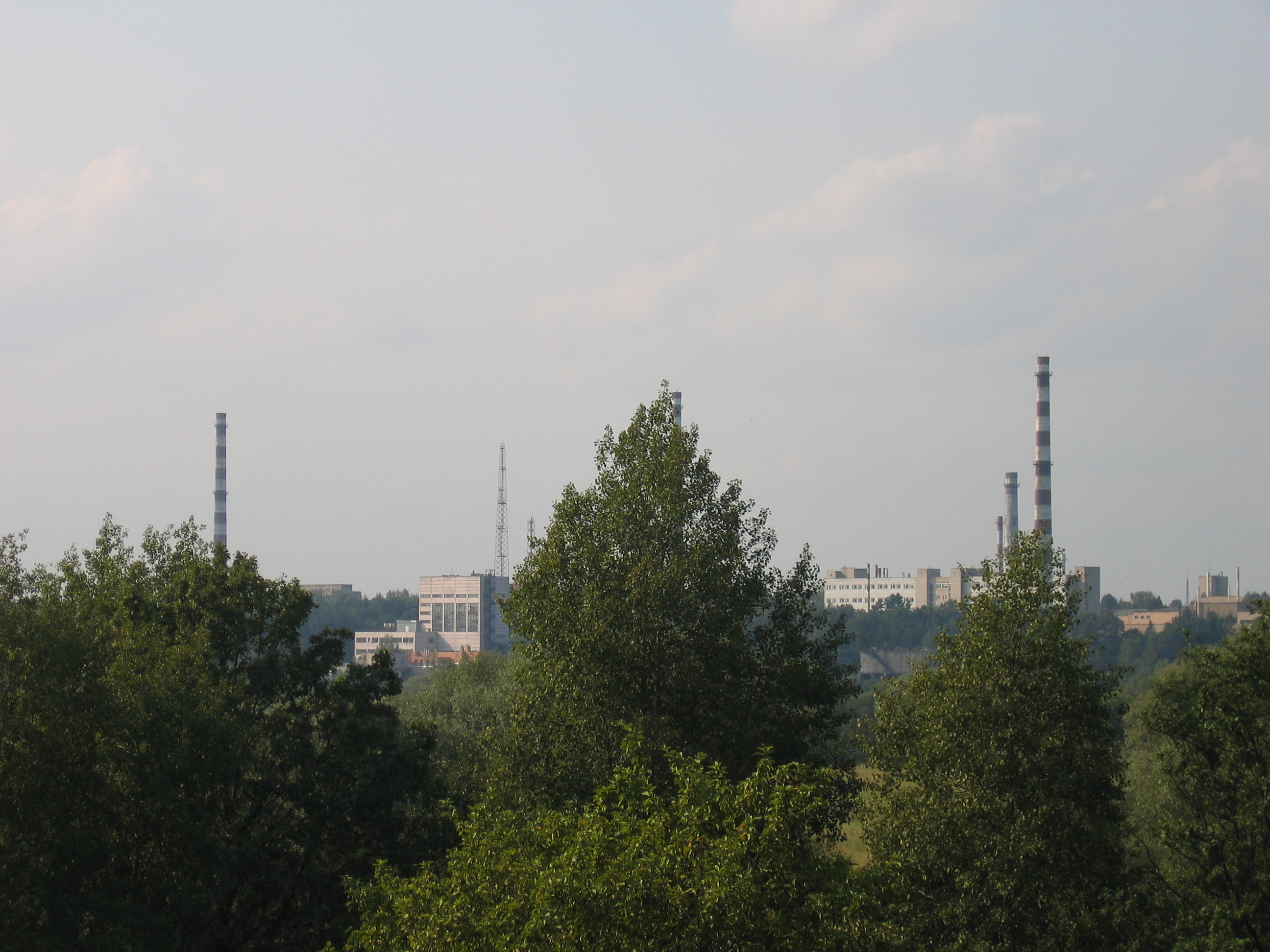
Elektrownia jądrowa Obninsk

Spośród gałęzi przemysłu w regionie najważniejszym jest przemysł maszynowy; ponadto dużą rolę odgrywają przemysł budowlany, leśny (wraz z celulozowo-papierniczym), lekki, spożywczy i hutnictwo żelaza.
W 2007 na terenie obwodu została otwarta fabryka Volkswagena; wybudowano fabryki Volvo i Samsung.
Głównym ośrodkiem przemysłowy regionu jest jego stolica – Kaługa. W obwodzie kałuskim znajduje się także bardzo ważny rosyjski ośrodek naukowo-badawczy – miasto Obnińsk, gdzie wykonuje się doświadczenia i wdraża technologie z zakresu m.in. techniki atomowej i kosmonautyki. Właśnie w tym mieście 27 czerwca 1954 uruchomiono pierwszą na świecie doświadczalną elektrownię jądrową.

### Rolnictwo
Użytki rolne w regionie zajmują powierzchnię 1350 tys. ha (2005), co stanowi blisko 45% całej powierzchni obwodu. Większość tej liczby to grunty orne. W strukturze zasiewów dominują zboża, zwłaszcza pszenica, jęczmień i żyto, ponadto gryka, len, ziemniaki i warzywa.
Chów i hodowla zwierząt obejmuje bydło domowe, świnie i drób.

### Transport
Sieć transportowa w regionie jest dość gęsta. Prowadzą tędy liczne drogi łączące Rosję z innymi krajami Europy; najważniejszą z nich jest droga Moskwa – Kaługa – Briańsk – Kijów – Lwów – Warszawa.

### Bogactwa naturalne
Głównymi bogactwami naturalnymi regionu są węgiel brunatny, fosforyty i surowce stosowane w budownictwie, m.in. wapień, rozmaite gliny i piaski oraz kreda.

## Historia

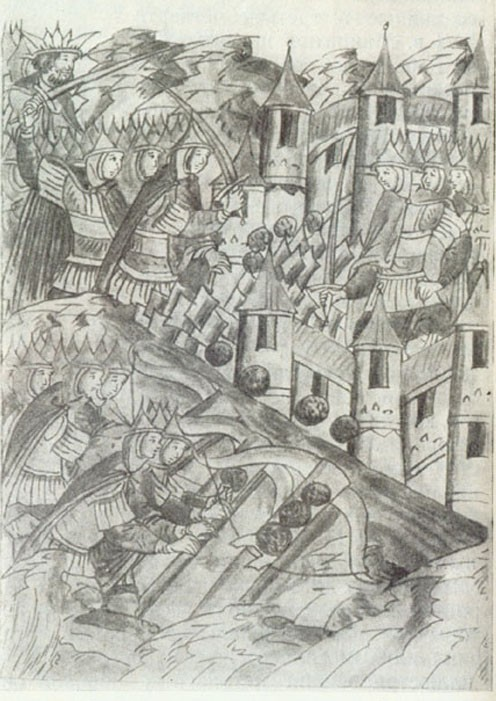
Zdobycie Kozielska przez Mongołów (rycina XVI-wieczna)

Obszar dzisiejszego obwodu został zasiedlony we wczesnym średniowieczu przez plemiona wschodniosłowiańskie, spośród których najważniejszym byli Wiatycze. W IX – X wieku znaleźli się oni pod wpływem Chazarów, a w X wieku zostali podbici przez Ruś Kijowską. Po rozpadzie dzielnicowym tego kraju ziemie regionu nie stanowiły odrębnego bytu politycznego, ani też politycznej jedności i wchodziły w skład m.in. księstwa czernichowskiego. W okresie tym głównym miastem regionu był Kozielsk, założony w 1146. W 1238 region podbili Mongołowie, którzy całkowicie zniszczyli Kozielsk, bohatersko broniony przez 7 tygodni. W czasie zależności od chanów ziemie obwodu były podzielone pomiędzy kilka z 12 niewielkich państewek, określanych zbiorczym mianem Księstw Wiernichowskich. W okresie tym powstała stolica regionu – Kaługa, o której pierwsza wzmianka pochodzi z 1371. Od wyparcia Mongołów (Tatarów), tj. od końca XIV wieku poszczególni kniaziowie wierchowscy zmuszeni zostali do płacenia trybutu Wielkiemu Księstwu Litewskiemu. Pod koniec XV wieku nastąpiło masowe przechodzenie książąt wierchowskich na stronę Wielkiego Księstwa Moskiewskiego, które w połączeniu z moskiewską pomocą wojskową doprowadziły do tego, iż w końcu przed 1500 całość ziem dzisiejszego obwodu znalazła się w granicach Moskwy, a w 1547 Rosji.
W wiekach następnych obszar ten przechodził koleje losów typowe dla zachodniej Rosji; m.in. na początku XVII w. region zajęły wojska polskie, w 1812 tereny te zostały zajęte przez wojska napoleońskie (m.in. zwycięstwo Francuzów pod Małojarosławcem), a w 1941 – przez niemiecki Wehrmacht.
Na terenie obwodu, w Kozielsku, w latach 1939–1940 funkcjonował obóz jeniecki dla oficerów (także podchorążowie) służby stałej i rezerwy Wojska Polskiego, wziętych do niewoli przez Związek Radziecki po zajęciu wschodnich obszarów Polski po 17 września 1939, których większość następnie zgładzono w Katyniu. Pod koniec wojny Kaługa była punktem zbiorczym wywózki żołnierzy Armii Krajowej pojmanych przez Sowietów po operacji Ostra Brama.

Herb guberni kałuskiej

Obwód kałuski został utworzony w 1944. Kontynuuje on tradycje istniejącej w okresie Imperium Rosyjskiego guberni kałuskiej.

## Symbole regionu
Herb obwodu kałskiego nawiązuje do herbu dawnej guberni kałuskiej, który z kolei został opracowany na podstawie herbu stolicy regionu – Kaługi.
Flaga obwodu nawiązuje do herbu regionu.

## Tablice rejestracyjne
Tablice pojazdów zarejestrowanych w obwodzie kałuskim mają oznaczenie 40 w prawym górnym rogu nad flagą Rosji i literami RUS.